# 東陽市
東陽市（とうよう-し）は中華人民共和国浙江省に位置する省直轄の県級市であり、しばらくの間、金華市の代理管轄下に置かれている。

## 地理
東陽市は浙江省中部、浙東丘陵の周辺部に位置する。

## 歴史
東陽は266年（宝鼎元年）、会稽郡の西部に東陽郡が設置されたのが始まりであり。郡治が蘭江の東岸、金華山の南側（陽）に位置したことより東陽と称された。
686年（垂拱2年）、唐朝は義烏県東部に新たに東陽県を設置した。1988年5月に県級市に改編され現在に至る。

## 行政区画
- 街道：呉寧街道、南市街道、白雲街道、江北街道、城東街道、六石街道
- 鎮：巍山鎮、虎鹿鎮、歌山鎮、佐村鎮、東陽江鎮、湖渓鎮、馬宅鎮、千祥鎮、南馬鎮、画水鎮、横店鎮
- 郷：三単郷

## 観光地
- 国家5A級旅遊景区：横店影視城（中国最大級の映画村）
- 全国重点文物保護単位：東陽土墩墓群

## 伝統料理
・童子蛋：東陽市の無形文化財で、2008年に登録された。